# Weddell Lake
Weddell Lake är en sjö i Antarktis. Den ligger i Östantarktis. Australien gör anspråk på området. Weddell Lake ligger 5 meter över havet. Arean är 0,18 kvadratkilometer. Den ligger vid sjön Larelar Lake. Den sträcker sig 1,0 kilometer i nord-sydlig riktning, och 0,8 kilometer i öst-västlig riktning.